# مرغ سبدساز
مرغ‌های سبدساز (نام علمی: Asthenes) نام یک سرده از تیره مرغان تنورساز است.
برای گونه‌های این سرده از سه نام سبدساز (Canasteros)، تیغچه‌دم (Thistletail) و سیخچه‌دم (Spinetail) استفاده می‌شود.